# Kepler-37
Kepler-37, còn được gọi là UGA-1785, là một ngôi sao theo trình tự chính loại G nằm trong chòm sao Thiên Cầm,cách Trái đất khoảng 209 năm ánh sáng. Nó là vật chủ của các ngoại hành tinh Kepler-37b, Kepler-37c, Kepler-37d và Kepler-37e, tất cả đều có quỹ đạo rất gần với nó. Kepler-37 có khối lượng khoảng 80,3% Mặt trời và bán kính khoảng 77%. Nó có nhiệt độ tương tự như Mặt trời, nhưng mát hơn một chút ở mức 5,417 K. Nó có khoảng một nửa tính kim loại của Mặt trời của chúng ta. Với tuổi đời khoảng 6 tỷ năm, nó già hơn Mặt trời một chút, nhưng vẫn là một ngôi sao theo trình tự chính. Cho đến tháng 1 năm 2015, Kepler-37 là ngôi sao nhỏ nhất được đo qua asteroseismology.

## Hệ hành tinh
| Thiên thể đồng hành (thứ tự từ ngôi sao ra) | Khối lượng | Bán trục lớn (AU) | Chu kỳ quỹ đạo (ngày) | Độ lệch tâm | Độ nghiêng | Bán kính |
| ------------------------------------------- | ---------- | ----------------- | --------------------- | ----------- | ---------- | -------- |
| b                                           | 0.01 M🜨    | 0.1003            | 13.367308             | —           | 88.63°     | 0.354 R🜨 |
| c                                           | —          | 0.1368            | 21.301886             | —           | 89.07°     | 0.742 R🜨 |
| d                                           | —          | 0.2076            | 39.792187             | —           | 89.335°    | 1.99 R🜨  |
| e                                           | —          | 0.2508            | 51.196                | —           | —          | —        |

Kepler-37b là hành tinh có quỹ đạo quay gần nhất với Kepler-37. Tại thời điểm phát hiện vào tháng 2 năm 2013, nó là hành tinh ngoại nhỏ nhất được biết đến. Với 3.865 kilômét (2.402 mi) đường kính, nó lớn hơn Mặt trăng một chút. Nó quay quanh Kepler-37 cứ sau 13 ngày một lần ở khoảng cách khoảng 0,1 đơn vị thiên văn (AU). Kepler-37b có bề mặt đá và được cho là quá nhỏ và quá gần sao để hỗ trợ nước hoặc duy trì bầu không khí. Nhiệt độ bề mặt được ước tính là 700 K (427 °C; 800 °F).
Kepler-37c có kích thước đường kính bằng 3/4 đường kính Trái đất và quỹ đạo khoảng 21 ngày một lần với khoảng cách chỉ dưới 0,14 AU. Kepler-37d có đường kính gấp đôi Trái đất. Nó quay quanh trong khoảng 40 ngày với khoảng cách gần 0,21 AU. Không thể hỗ trợ nước do sự gần gũi của chúng với Kepler-37.
Các khoảng thời gian của ba hành tinh bên trong rất gần (trong một phần trăm) với mối quan hệ cộng hưởng chuyển động trung bình 5: 8:15.

### Khám phá
Các hành tinh Kepler này được phát hiện vào tháng 9 năm 2012 với sự trợ giúp của các sự kiện quá cảnh được phát hiện bởi tàu vũ trụ không gian Kepler và được công bố vào tháng 2 năm 2013. Mô phỏng máy tính đã được sử dụng để loại trừ hiện tượng thiên văn khác bắt chước quá cảnh hành tinh với xác suất sai số <0,05% (3σ) cho mỗi hành tinh tiềm năng. Ngoài ra, mô phỏng chứng minh rằng cấu hình hành tinh được đề xuất là ổn định. Các ngoại hành tinh nhỏ hơn đáng kể so với bất kỳ Báo cáo Khoa học Thế giới hàng đầu nào được phát hiện trước đó nói rằng "một cải tiến công nghệ lớn cho kính viễn vọng" đã đạt được.
Thomas Barclay, nhà vật lý thiên văn thuộc nhóm tàu vũ trụ không gian Kepler, cho biết phát hiện này là "tin tốt" trong việc tìm kiếm các hành tinh hiếu khách, mục tiêu chính của dự án, bởi vì nó chứng minh rằng tàu vũ trụ này có khả năng phát hiện các hành tinh có kích thước Trái đất. Tuy nhiên, ông không lường trước việc tìm thấy nhiều hành tinh nhỏ như Kepler-37b do lượng ánh sáng rất nhỏ như các hành tinh bị che khuất. Theo nhà khoa học của NASA Jack Lissauer, việc phát hiện ra Kepler-37b "cho thấy những hành tinh nhỏ như vậy là phổ biến và nhiều kỳ quan hành tinh khác đang chờ đợi khi chúng ta tiếp tục thu thập và phân tích dữ liệu bổ sung." Nhà thiên văn học John Johnson của trường đại học Caltech cho biết phát hiện này sẽ "không thể tưởng tượng được" cách đây vài năm và kính viễn vọng đã cách mạng hóa bức tranh vũ trụ của các nhà thiên văn học.
Công việc nghiên cứu về các tiểu hành tinh, một phần, được trả tiền bởi White Dwarf Research Corporation, một tổ chức phi lợi nhuận được tài trợ bởi cộng đồng.
Vào năm 2014, một hành tinh thứ tư có chu kỳ quỹ đạo là 51 ngày đã được xác nhận thông qua các biến thể thời gian vận chuyển. Trước đây tín hiệu này được cho là dương tính giả.